# Język sorani
Język sorani lub środkowokurdyjski (زمانێ سۆرانی‎, zimanê soranî) – etnolekt irański używany w Iranie i Iraku przez około 4,5 miliona osób (2014).  
W publikacjach zachodnich nazwa „sorani” określa język środkowokurdyjski. Na poziomie lokalnym służy jako określenie jednej z odmian środkowokurdyjskiego. Odmiana sorani stanowi podstawę języka literackiego.
Bywa podkładany pod pojęcie języka kurdyjskiego, jako jeden z dialektów. W klasyfikacji Ethnologue należy do tzw. makrojęzyka kurdyjskiego, wraz z kurmandżi (północnokurdyjskim) i południowokurdyjskim. Między północnokurdyjskim a środkowokurdyjskim istnieją silne różnice w zakresie morfologii, które stanowią przeszkodę dla wzajemnego zrozumienia.
Istnieją tłumaczenia Biblii na język sorani. Zapisywany jest zmodyfikowanym alfabetem arabskim.